# ليسيا أوكرينكا
ليسيا أوكرينكا (بالأوكرانية: Леся Українка؛ ولدت باسم لاريسا بيتريفنا كوساش، بالأوكرانية: Лариса Петрівна Косач؛ 25 فبراير [أو 13 فبراير] 1871 - 1 أغسطس [أو 19 يوليو] 1913) كانت واحدة من أكثر الكاتبات الأوكرانية، حازت شهرتها من خلال قصائدها ومسرحياتها. كانت أيضًا ناشطة سياسية ومدنية ونسوية نشطة.
من أشهر أعمالها، مجموعة قصائد على أجنحة الأغاني (1893)، الأفكار والأحلام (1899)، الصدى (1902)، القصيدة الملحمية الحكاية الخيالية القديمة (1893)، كلمة واحدة (1903)، الأميرة تلعب (1913)، كاساندرا (1903-1907)، في سراديب الموتى (1905) وأغنية الغابة (1911).

## وصلات خارجية
- Internet Encyclopedia of Ukraine: Lesya Ukrainka
- Sasha Dovzhyk, 'Subverting the Canon of Patriarchy: Lesya Ukrainka’s Revisionist Mythmaking', Los Angeles Review of Books, 2021
- Website of the Ukrainian Book Institute with links to the 14 volumes of the new critical edition of the complete works of the autor, texts available as pdf documents via Google Drive نسخة محفوظة 24 فبراير 2021 على موقع واي باك مشين.
- أعمال أو نبذة عن ليسيا أوكرينكا على أرشيف الإنترنت
- أعمال ليسيا أوكرينكا في ليبري فوكس
- Women's Voices in Ukrainian Literature: Lesya Ukrainka by Roma Franko
- Lesya Ukrainka Statue in High Park, Toronto, Ontario, Canada نسخة محفوظة 4 مارس 2016 على موقع واي باك مشين.
- The site: "Let the World know about our Lesya" the result of the students schools #3 of Sevastopol in the project "Lesya-140".